# 圣伯多禄讲道
圣伯多禄讲道（義大利語：Predica di San Pietro）是马索利诺的一幅 湿壁画，位于佛罗伦萨圣母圣衣圣殿的布兰卡契小堂左侧墙壁上部右侧，绘制于1424-1425年，尺寸为260 x 88 厘米。画中描绘《宗徒大事录》中圣伯多禄讲道的场景。 

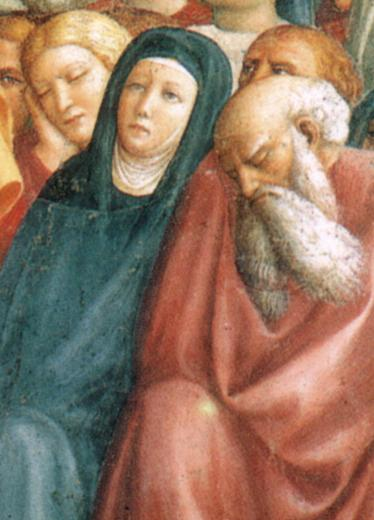
细部